# Gennaro Bracigliano
Gennaro Bracigliano (ur. 1 marca 1980 w Forbach) – francuski piłkarz grający na pozycji bramkarza.

## Kariera
Nominowany do nagrody UNFP dla najlepszych bramkarzy. Uznany został również najlepszym bramkarzem Ligue 2 w sezonie 2004–2005, oraz drugim najlepszym bramkarzem rozgrywek Ligue 1 w sezonie 2005-2006.
Do Marsylii trafił z AS Nancy 5 lipca 2011 roku. W 2014 roku przeszedł do indyjskiego Chennaiyin. Potem grał w NorthEast United, gdzie w 2016 roku zakończył karierę.
W Ligue 1 rozegrał 150 spotkań.
| Sezon   | Klub                       | Kraj    | Rozgrywki | Mecze | Bramki | Rozgrywki Europy   | Mecze | Bramki |
| ------- | -------------------------- | ------- | --------- | ----- | ------ | ------------------ | ----- | ------ |
| 2001/02 | CS Louhans-Cuiseaux (wyp.) | Francja | National  | 32    | 0      | –                  | –     | –      |
| 2002/03 | Angers SCO (wyp.)          | Francja | National  | 35    | 0      | –                  | –     | –      |
| 2003/04 | AS Nancy                   | Francja | Ligue 2   | 18    | 0      | –                  | –     | –      |
| 2004/05 | AS Nancy                   | Francja | Ligue 2   | 38    | 0      | –                  | –     | –      |
| 2005/06 | AS Nancy                   | Francja | Ligue 1   | 34    | 0      | –                  | –     | –      |
| 2006/07 | AS Nancy                   | Francja | Ligue 1   | 10    | 0      | Liga Europy UEFA   | 1     | 0      |
| 2007/08 | AS Nancy                   | Francja | Ligue 2   | 38    | 0      | –                  | –     | –      |
| 2008/09 | AS Nancy                   | Francja | Ligue 1   | 28    | 0      | Liga Europy UEFA   | 6     | 0      |
| 2009/10 | AS Nancy                   | Francja | Ligue 1   | 32    | 0      | –                  | –     | –      |
| 2010/11 | AS Nancy                   | Francja | Ligue 1   | 7     | 0      | –                  | –     | –      |
| 2011/12 | Olympique Marsylia         | Francja | Ligue 1   | 0     | 0      | Liga Mistrzów UEFA | 1     | 0      |
| 2012/13 | Olympique Marsylia         | Francja | Ligue 1   | 0     | 0      | Liga Europy UEFA   | 1     | 0      |
| 2013/14 | Olympique Marsylia         | Francja | Ligue 1   | 0     | 0      | Liga Mistrzów UEFA | 0     | 0      |